# Jean-Marie Piemme
 (juillet 2021).
Il peut être nécessaire de l'améliorer pour respecter le principe de neutralité de point de vue. Veuillez consulter la page de discussion pour plus de détails.

 (juillet 2021).
 (mai 2023).
Si vous disposez d'ouvrages ou d'articles de référence ou si vous connaissez des sites web de qualité traitant du thème abordé ici, merci de compléter l'article en donnant les références utiles à sa vérifiabilité et en les liant à la section « Notes et références ».
Œuvres principales
Neige en décembre
Café des patriotes
Dialogue d'un chien avec son maître sur la nécessité de mordre ses amis
La vie trépidante de Laura Wilson
Bruxelles, printemps noir
Accents toniques, journal de théâtre, 1973-2017
Jean-Marie Piemme est un dramaturge et auteur dramatique belge né en 1944 à Jemeppe-sur-Meuse (Seraing).

## Biographie
Jean-Marie Piemme a passé une grande partie de son enfance et de son adolescence dans le bassin sidérurgique liégeois, dans le voisinage des usines  Cockerill : « J'ai des racines. Elles enjambent la Meuse, s’accrochent à ses flancs. Et là où un pont joint les deux rives, des  fumées noires flottent sur les cheminées des aciéries comme autant de drapeaux crasseux. Je suis de ce pays-là. Je suis du pays de l'usine ».
Après des études secondaires à l'athénée de Seraing, il étudie la littérature à l'Université de Liège (ULg) et poursuit sa formation à l'Institut d'études théâtrales de Paris III / la Sorbonne Nouvelle, où il bénéficie des cours de Bernard Dort.
En 1968, il épouse la dramaturge Michèle Fabien, pseudonyme de Michèle Gérard. En 1974, naît leur fille, Alice. Il vit avec Virginie Thirion depuis 1995.

## Trajet professionnel
Après avoir soutenu une thèse de doctorat à l'ULg sur le feuilleton télévisé, il participe dès 1974, au mouvement des jeunes compagnies francophones. Il collabore avec l'Ensemble Théâtral Mobile (direction Marc Liebens) et avec le théâtre du Crépuscule (direction Philippe Sireuil).
En tant que dramaturge de celui-ci, il participe à la création du Théâtre Varia, à Bruxelles. En 1984, il rejoint le Théâtre de la Monnaie, Opéra National de Belgique (direction Gérard Mortier).
En 1986, il écrit sa première pièce, Neige en décembre, mise en scène par François Beukelaers en 1987.
Plus tard, Philippe Sireuil joue un rôle important dans son trajet d'auteur, puisque, inaugurant une collaboration au long cours, il annonce qu'il « présentera cinq de (ses) pièces en cinq ans au théâtre Varia, ce sera chose faite en sept ans » (Accents toniques, Journal de théâtre 1973-2017, p.206, Editions Alternatives Théâtrales, 2017). En 1988, il quitte ses fonctions à l'Opéra et se consacre désormais à l'écriture et à l'enseignement.
À partir de 1990, il devient chargé de cours à l'INSAS (Institut national supérieur des arts du spectacle, Bruxelles). Ces pièces sont mises en scène principalement dans les pays francophones, mais aussi dans d’autres pays d’Europe. Il entretient une collaboration régulière principalement avec des metteurs en scène tels que Philippe Sireuil, Isabelle Pousseur ou Jean Boillot.
Il considère que le texte n'est jamais achevé : « Chaque fois qu'un acteur s'empare de texte, le dit à sa façon, avec sa couleur vocale, son physique, sa matière, l'envie me vient de remettre le texte en jeu. Je rêve d'un texte qui varie à chaque occurrence, profondément le même et toujours un autre. Au fond, comme auteur, je rêve de ce pouvoir qu'a l'acteur de faire perpétuellement trembler le texte, de lui insuffler de nouvelles impulsions, de nouvelles directions. C'est peut-être pour cela que les autres formes de fiction ne me tentent pas : elles s'accommodent difficilement de l'exercice infini de la variation » (Cahiers de Prospero, no 5, juillet 1995).
Il écrit également des textes pour de jeunes comédiens, plusieurs de ses pièces ont été conçues à destination des étudiants de  l'INSAS et d'autres écoles de théâtre. Notamment Squat Mikado travaillé par Philippe Morand, à la Haute École La Manufacture, Lausanne, Suisse. Et Nautilus par Isabelle Pousseur à  l'INSAS.
À plusieurs reprises, ses textes font l’objet de mises en ondes par France-Culture et de la RTBF. Certains d’entre eux font l’objet de captations télévisées.
La revue Alternatives Théâtrales a consacré son numéro 75 et un numéro spécial d’entretiens avec Antoine Laubin « Voyages dans ma cuisine » 2008.
La revue Textyles lui a consacré son numéro 60/ 2021 sous le titre Quel théâtre pour le temps présent?
En 2014, il a été élevé au rang de citoyen d'honneur de la ville de Seraing.

## Prix et distinctions
- 1990 : Ève du Théâtre (Belgique)
- 1990 : Prix triennal du théâtre de la Communauté française de Belgique pour Neige en décembre
- 1992 : prix Nouveaux Talents de la SACD, France
- 1994 : prix RFI pour sa pièce Les Forts, les Faibles
- 1994 : prix Herman Closson de la SACD Belgique
- 2002 : prix triennal de la Communauté Française Wallonie-Bruxelles pour Toréadors
- 2008 : prix Sony Labou Tansi pour « Dialogue d’un chien... », Limoges
- 2010 : prix ado du théâtre contemporain pour « Dialogue d’un chien avec son maître sur la nécessité de mordre ses amis », Amiens / Picardie
- 2015 : prix quinquennal de littérature pour l'ensemble de l'œuvre de la Fédération Wallonie Bruxelles (avec Jean Louvet)
- 2015 : prix de la critique Bernadette Abraté pour l'ensemble de l'œuvre, Bruxelles

## Œuvres

### Textes pour le théâtre
- Neige en décembre, Actes Sud - Papiers, 1988.
- Sans mentir, Actes Sud - Papiers, 1989.
- Les Instituteurs immoraux, Bruxelles, Éditions Nocturnes, 1999.
- Commerce gourmand, Actes Sud - Papiers, 1991.
- Le Badge de Lénine, Actes Sud - Papiers, 1992.
- Récit de ma naissance, Pièces d'identités, Rouen, Médianes, 1997.
- Scandaleuses, Actes Sud - Papiers, 1994.
- On dirait des vrais.
- Les Forts, les Faibles, Rouen, Éditions Médianes, 1995.
- Pièces d’identité, Rouen, Médianes, 1997 comprenant les textes brefs suivants: Livre d’images. Lettre à une actrice. Les Petits Bénéfices.Trompe-l’œil. Les Grandes Ombres.Tango tangage.
- Café des patriotes, Bruxelles, Didascalies, 1998.
- Les Adieux, Bruxelles, Didascalies, 1998.
- 1953, Bruxelles, Didascalies, 1998.
- Rwanda (coécriture), création en 1999 par le Groupov à Liège, dans une conception et une mise en scène de Jacques Delcuvellerie.
- Toréadors, Éditions Lansman, 1999.
- Triptyque : Eva, Gloria, Léa, Éditions Lansman, 2000.
- Peep Show, Éditions Lansman, 2000.
- Ciel et simulacre : Matériau pour une clownerie entre vitesse et mémoire, Éditions Lansman, 2000.
- Emballez, c'est pesé !, Éditions Comp'act, 2001.
- Les B@lges, en collaboration avec Paul Pourveur, Éditions Lansman, 2002.
- Tango/Tangage - Trompe-l'œil, Éditions Lansman, 2003.
- L'Illusion - Faim, soif, Éditions Lansman, 2003.
- L'Instant, Éditions Lansman, 2004.
- Il manque des chaises, Éditions Lansman, 2005.
- Boxe, Éditions Lansman, 2006.
- Dialogue d'un maître avec son chien sur la nécessité de mordre ses amis Éditions Actes Sud Papiers, juin 2008.
- Liquidation totale, Éditions Lansman, 2010.
- Presque stars, Éditions Théâtrales, 2010.
- La Main qui ment, suivi de Avaler l'océan et de Le Sang des amis, Actes Sud - Papiers, 2011.
- Serpents à sornettes, suivi de Chaos manager, Actes Sud - Papiers, 2012.
- Les Pâtissières, Éditions Lansman, 2013.
- L’Ami des Belges, Éditions Lansman, 2014.
- Cul et chemise, suivi de Reines de pique, Actes Sud - Papiers, 2017.
- Jours radieux, Éditions Lansman, 2017.
- La vie trépidante de Laura Wilson, 2017.
- Bruxelles, printemps noir, suivi de Scandaleuses et de 1953, avec une postface de Pierre Piret, Espace Nord, 2018.

#### Inédits
- Les Yeux inutiles.
- On dirait des vrais.
- L’Indicible. (Première version de La main qui ment)
- Métro 4, texte écrit pour les élèves de la classe d'interprétation dramatique de l'INSAS, 2007
- Confessions.
- Squat Mikado
- Eddy Merckx a marché sur la lune
- Irez-vous à Bayreuth cette année
- J'espère qu'on se souviendra de moi
- Marécages.be
- Nautilus  (Texte écrit pour les élèves de la classe d’interprétation de l’INSAS, 2018
- Les mâchoires du temps ( recueils de textes brefs comprenant : Souffle coupé. La vérité. L’heure du chien. Juste/injuste. Enfer vatican. Ajax et ses bœufs. Superman redemptor. Ventriloque. Uppercut ou 27 secondes avant le KO final. Plus belle, plus libre que moi. Déposition devant témoins. La cible.
- Le roi carnaval
- Sylvia et Léonard
- Le carnet noir
- Partie carrée
- Rêves d’Occident
- Sauvez Herbert !
- Cinéma
- Infixés

### Récits
- Rien d'officiel, Editions Aden, 2010.
- Spoutnik, Éditions Aden, coll. La Rivière de Cassis, Bruxelles, 2008, fragments autobiographiques.
- Tribulations d'un homme mouillé, Editions Labor, 2002.

### Textes théoriques
- Le Souffleur inquiet, essai sur le théâtre, Alternatives Théâtrales, n°20-21, 1984.
- Voyage dans ma cuisine, conversation avec Antoine Laubin, Éditions Alternatives théâtrales, 2008.
- Un théâtre de la disparition, Éditions Universitaires d'Avignon, coll. Entre-Vues, 2011.
- L’Écriture comme théâtre, Chaire de poétique de l'Université de Louvain, Éditions Lansman, 2012.
- Le Souffleur inquiet, édition augmentée, Espace Nord, 2012.
- Accents Toniques, journal de théâtre 1973-2017, Alternatives Théâtrales, 2017.
- « Shakespeare est ma forêt », entretien avec Laetitia Coussement- Boillot in Revue des sciences humaines 342, 2/2021(Les réécritures de Shakespeare au XXe et XXIe siècles)
- Quel theâtre pour le temps présent ?, postface de Pierre Piret, éditions Ker Eds, Bruxelles, 2021 •  (ISBN 978-2-87586-295-2)